# ダチョウ抗体
ダチョウ抗体（英語: Ostrich antibody）とは、ダチョウに抗原を注射することで、ダチョウの血液および卵黄から作製される抗体（IgY）のことを指す。京都府立大学の塚本康浩教授によって見いだされ、これまで主にマウスやウサギ、ラットなど小動物で作製されていた抗体よりも生産コストが低く商業利用に応用されている。ダチョウ抗体技術の研究開発と普及は、塚本教授および同教授が所属する京都府立大学、関連企業（例：オーストリッチファーマ株式会社）を中心に研究されている。

## 作製手順
ダチョウ抗体は、以下のような手順で作製される。
1. 無害化された抗原（例：ウイルスタンパク質、アレルゲン）をダチョウに投与（注射）する
2. ダチョウ体内に大量の抗体ができる
3. 抗体がメスダチョウの卵の卵黄に移行する
4. 産卵された無精卵の卵黄から抗体（IgY）を抽出し、精製する

通常、ダチョウ抗体（IgY）は卵から2〜6週間で精製ができるようになる。また、どんな抗原に免疫しても2週間以内に抗体を作るとされている。この方法は、ダチョウの命を犠牲にしない点が特徴として挙げられる。

## 特徴

### 反応性
通常の抗体に使用されるウサギやマウスの抗体に比べ、ウイルスや細菌、真菌、寄生虫などの病原体や、毒素や酵素を無害化する効力は極めて高い。また、冷凍、熱、酸、アルカリに対する耐性が強く、活性を失わない。真空保存であれば、10年近く活性を失わず維持することも可能である。

### 生産量
ダチョウは、ニワトリの30倍のサイズ、1.5kgの重さの卵を生む。産卵数は年間平均約40～50個、優秀なメスであれば、年間100個前後にもなる。通常、ダチョウ抗体（IgY）は卵黄1個あたり2g〜4gを回収することができる、ダチョウ1羽あたりでIgYを年間400gを生産することができる。これは、ウサギ800羽での抗体生産量に匹敵すると言われている。
マウスやウサギを用いた従来の抗体作製法では、血液や細胞を採取するため動物の命を犠牲にするが、ダチョウの場合は極僅かな抗原量の摂取後に卵から抗体精製を行うため、ダチョウの命を奪うことはなく約50年間、産卵する事が可能である。

## 商業利用
ダチョウ抗体は、その生産コストの低さと、抗体活性の高さから、飼育施設を必要とせず、食性も雑食なので、食品工場からの製造副産物や廃棄分などの利活用で飼育できるほど、飼育コストが低い。
前述の通り、ダチョウ1羽あたりの抗体生産量が高いため、これまでの抗体商品よりもロット差が極めて少ない状態で生産が可能である。また、抗体としての活性が高いため、従来は必要であった増強剤や安定剤などの添加物を使用せずに利用が可能である。
ダチョウ抗体自体は無味無臭であり、また卵黄におけるアレルギー性も低いため、食品などへの添加の影響も少ない。また、熱耐性や冷温耐性が高いため、フリーズドライなど製品開発時の加工を行っても、その抗体活性を失わないことも特徴である。

### ダチョウ抗体を用いた研究内容例
ダチョウ抗体を用いたIn vitroおよび動物モデル研究では、ダチョウ抗体が様々なウイルス（インフルエンザ、コロナウイルス、HPV）を中和し、アレルゲンや細菌成分と相互作用することが報告されている 。一方で、特定消費者製品がヒトにおける感染予防や治療効果を実証した、大規模かつランダム化比較対照のヒト臨床試験結果を詳細に報告した査読付き論文は含まれていない。
- がんや感染症の診断薬（肺がん、メラノーマ、BSE、インフルエンザ、各種アレルギー）
- 感染症や食中毒の治療薬（ノロウイルス、サルモネラ、黄色ブドウ球菌、o157、インフルエンザウィルス、エボラ出血熱、MERS、ジカ熱、デング熱、コレラ、猫伝染性鼻気管炎、ニューカッスル病など多数）
- 病原体防止用素材（インフルエンザ防止用マスクとスプレー剤、 空気清浄機、カーエアコン、空気清浄機、食品）
  - スプレー材については、抗体がウイルスの一部 (spike protein) に結合すると記述されているが、同時に「医薬品ではない」とも注記されている[7]。
  - 製品が市販され、有効性が主張されている一方で[7] 、これらの特定消費者製品がヒトにおける感染予防や治療効果を実証した、大規模かつランダム化比較対照のヒト臨床試験結果を詳細に報告した査読付き論文は含まれていない。
- 化粧品、医薬部外品（正常菌バランスを整えるスキンケア商品およびヘアケア商品）
- アレルゲン抑制（各種花粉アレルゲンおよびハウスダスト（犬、猫、ダニ、カビ）アレル ゲン抑制用マスク、スプレー、食品、化粧品）
  - 花粉アレルゲン（Cryj1、Cryj2、Chao1、Chao2）に対しダチョウIgYを使用することで、アレルギー患者の皮膚パッチテストでアレルギー反応が軽減されるという報告がある[6]。これらは貴重な予備的ヒトデータだが、大規模RCTと同等ではない。